# Jeune Haïti
Jeune Haiti foi um grupo de exilados haitianos ativos em Nova York durante a década de 1960. Em 1964, eles lançaram uma tentativa frustrada de derrubar o regime de François Duvalier, também conhecido como "Papa Doc".
Este movimento político reuniu a juventude mais ativista do Haiti que lutava contra a sanguinária ditadura do regime Duvalier e sua milícia armada, os Tontons Macoutes.

## Histórico
A organização Jeune Haïti participou de várias tentativas de invasão a partir da República Dominicana durante o ano de 1963. A repressão política foi implacável e a milícia Tontons macoutes perseguiu, torturou e matou os militantes que caíram em suas mãos. A maioria dos seus ativistas se exilaram nos Estados Unidos e no Canadá.
Após o Massacre de Thiotte, em 27 de junho de 1964, é anunciado a proclamação da "presidência vitalícia" do ditador Duvalier. Um grupo revolucionário liderado por Fred Baptiste e Gérard Lafontant, as Forças Armadas Revolucionárias do Haiti (FARH), desembarcou perto de Belle-Anse. O grupo Jeune Haïti decidiu então organizar uma expedição de reforço. Assim, em 5 de agosto de 1964, um comando de treze militantes, por sua vez, desembarcou na Petite Rivière de Dame-Marie.
Logo após o desembarque, Yvan Laraque foi baleado e morto na área de Chambellan, perto da cidade de Jérémie, que Jeune Haiti tentava alcançar. O regime colocou seu corpo em exposição pública por vários dias em uma importante rua de Porto Príncipe, acompanhado pela placa "Bem-vindo ao Haiti".
Os militantes resistiram por três meses, infligindo baixas ao exército haitiano durante vários confrontos. Posteriormente, todos eles serão mortos ou executados à medida que o cerco repressivo se aperta ao redor deles. As prisões de Fort Dimanche aprisionam vários desses jovens revolucionários antes de sua morte. Os dois últimos combatentes da resistência foram presos em novembro de 1964. Na manhã de 12 de novembro de 1964, os dois jovens militantes originário de Grand'Anse, Louis Drouin e Marcel Numa, foram amarrados frente ao pelotão de fuzilamento, contra a parede noroeste do cemitério de Porto Príncipe, e mortos pelas forças armadas haitianas. As escolas locais foram fechadas e os diretores ordenaram que trouxessem seus alunos para testemunhar o fuzilamento. Além disso, um filme da execução será exibido ao longo da semana pela única estação de televisão de Porto Príncipe.

## Consequências

### Vêpres jérémiennes
Vários do grupo eram da cidade de Jérémie, e o regime ordenou represálias contra seus familiares. Entre agosto e outubro de 1964, pelo menos 27 pessoas com idades entre 2 e 85 anos foram assassinadas em um massacre chamado Vêpres jérémiennes. O verdadeiro número de pessoas assassinadas pode estar na casa das centenas. Muitos outros não foram mortos, mas presos, estuprados, torturados e expulsos da região. Várias famílias locais, incluindo as famílias Sansaricq e Drouin, foram exterminadas.

### Impacto
Embora a força consistisse em apenas treze combatentes, eles tiveram algum sucesso militar e foram inicialmente vistos pelo regime como uma ameaça real. Brenda Gayle Plummer observa que os guerrilheiros “lutaram dez combates [e] derrubaram um avião militar haitiano” e argumentou que a invasão “marcou a última vez que os flibusteiros realmente ameaçaram o regime, embora as tentativas de golpe tenham continuado”.